# متحف أسوان (متحف جزيرة إلفنتين)
متحف أسوان أو متحف جزيرة إلفنتين هو أول متاحف أسوان وتم افتتاحه سنة 1917م بالجزء الشرقي لجزيرة إلفنتين بمدينة أسوان، مصر.

## الإنشاء
موقع المتحف كان استراحة أُقيمت على جزيرة الفنتين سنة 1898م لمهندس الري الإنجليزي السير ويليام ويلكوكس مصمم قناطر أسيوط وخزان أسوان وبعد الانتهاء من المشروع عام 1912 م تم تحويل هذا المبنى إلى متحف وتم افتتاحه رسميًا بعد 5 سنوات لذلك فالمتحف يعد من أقدم المتاحف الإقليمية في مصر.

## محتويات المتحف
يضم المتحف الكثير من تماثيل الملوك والأفراد وبعض المومياوات للكبش رمز الإله «خنوم» وأنواع مختلفة من الفخار وعناصر معمارية وزخرفية وعدد من التوابيت وأدوات الحياة اليومية وبعض اللوحات الجنائزية. وفي السنوات الأخيرة قامت البعثة الألمانية التي تنقب في إلفنتين بالتعاون مع المجلس الأعلى للآثار بإنشاء ملحق للمتحف القديم يقع إلى الشمال منه ويضم بعض الآثار التي عثرت عليها البعثة أثناء حفائرها التي جرت لسنوات طويلة في الجزيرة.
يضم المتحف أيضا حديقة وكهوف منقوشة بنقوش صخرية ومئاذن علي الطراز الإسلامي وبيت نوبي محاط ببحيرة ومعبد الآلهة ساتت ومعبد حقا إيب ومقياساً للنيل.

## تطوير المتحف
ما بين عام 1991 – 1993 تم إضافة ملحق جديد إلى متحف أسوان وسمي الإنكس يقع على جزيرة إلفتين وعلى بعد حوالي عشرة أمتار إلى الشمال من متحف أسوان. وتبلغ مساحة ملحق المتحف حوالي 220 متر مربع وبه 3 قاعات عرض وسقف زجاجي يعلوه سقف خرساني ومتوج في المنطقة الوسطى بشكل هرمي وأهم محتوياته عدد 21 فترينة حائطية ووسطية ويشتمل على حوالي عدد 670 رقما أثريا بدءا من عصر الدولة القديمة وحتى العصر البطلمي الروماني وهي نتائج لحفائر بعثة المعهد الألماني للآثار بجزيرة إلفنتين بدءا من عام 1969 وحتى 1997 م.
بعد إغلاقه فترة منذ ثورة يناير 2011 قرر وزير الآثار إعادة افتتاح متحف أسوان بجزيرة الفنتين أمام السائحين الأجانب مرة أخرى، وذلك بالتزامن مع مرور 100 عام على إنشاء المتحف عام 1917، وإقامة احتفالية كبرى بهذه المناسبة.

## معرض صور

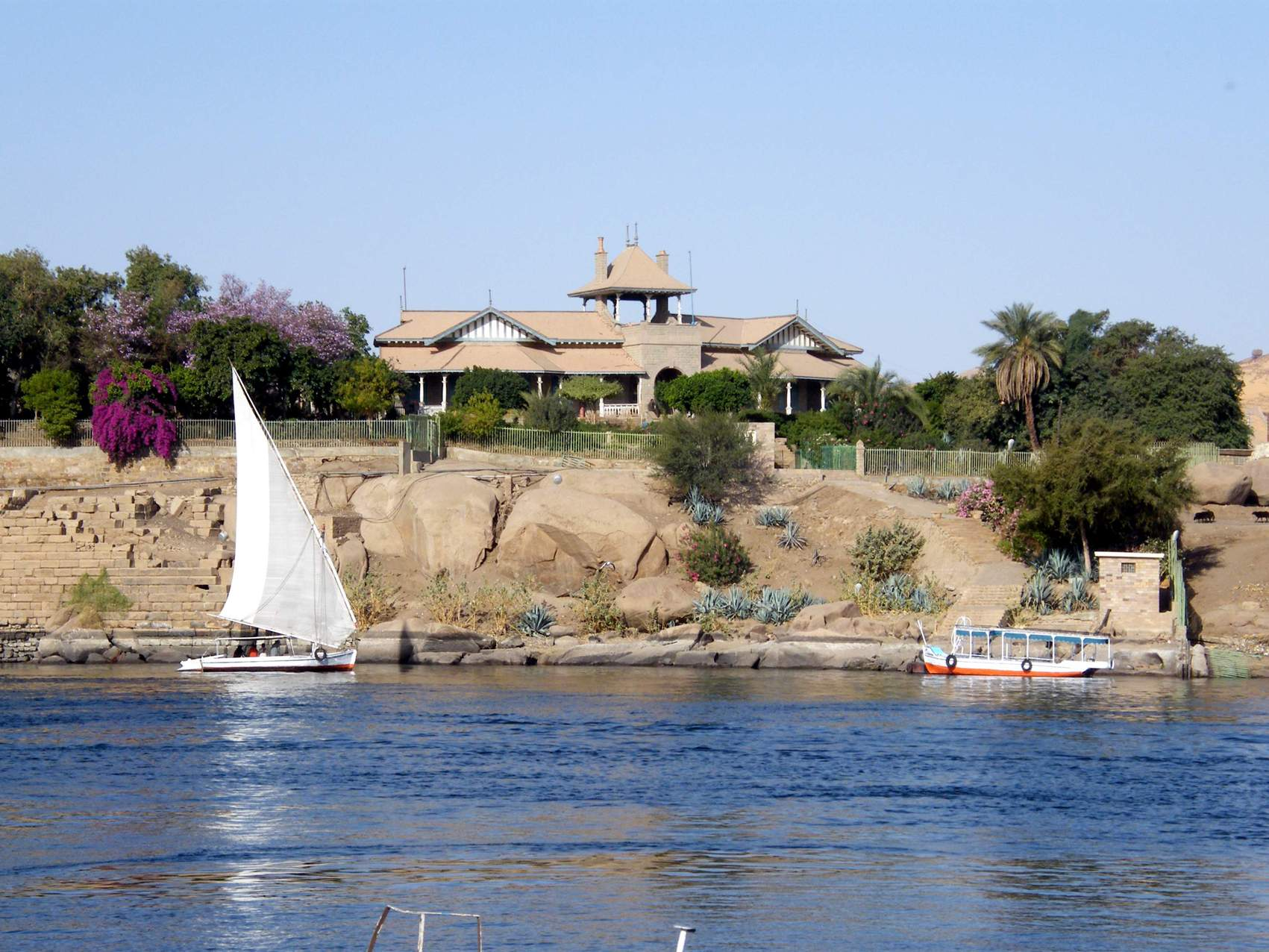
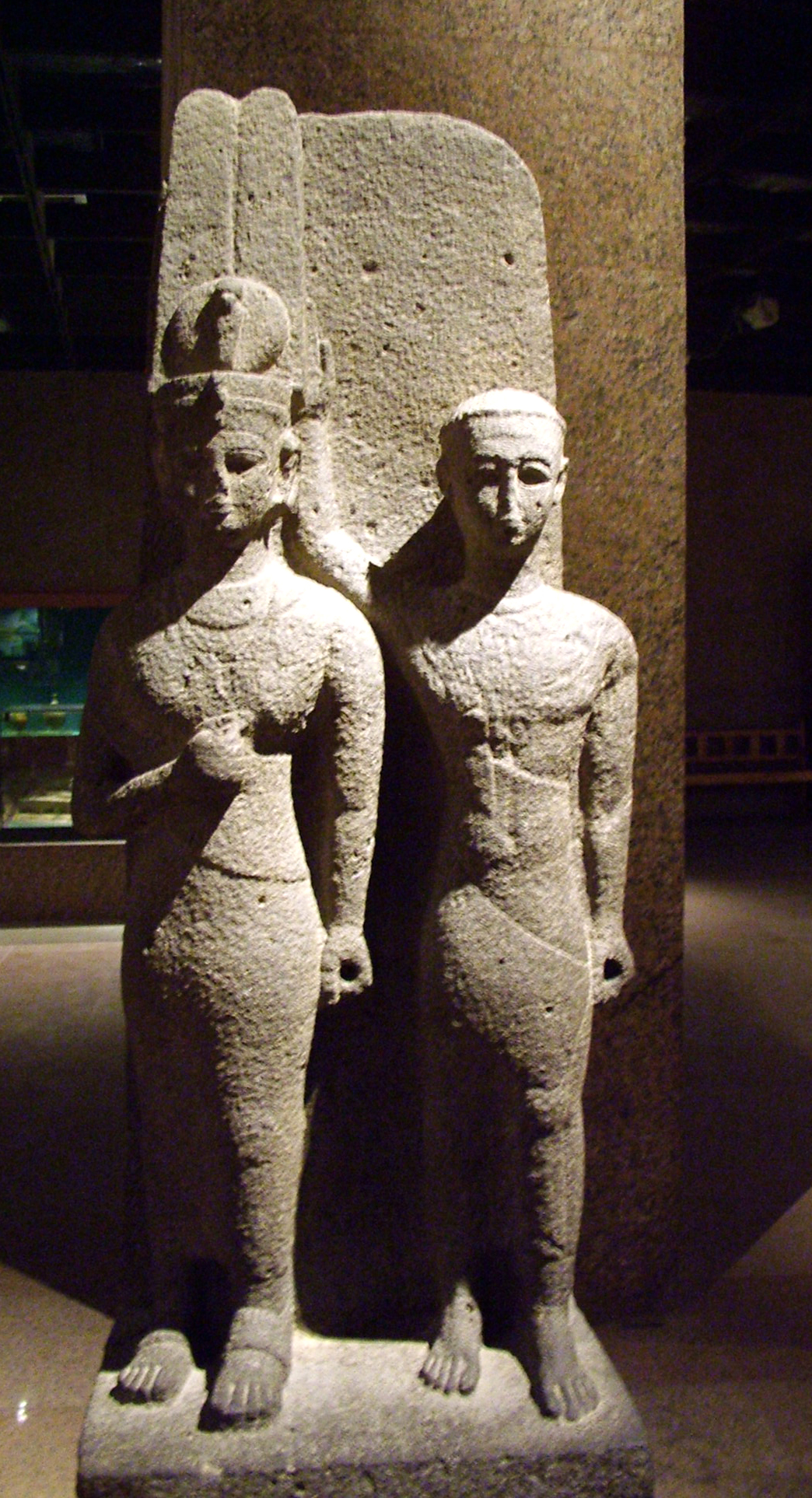
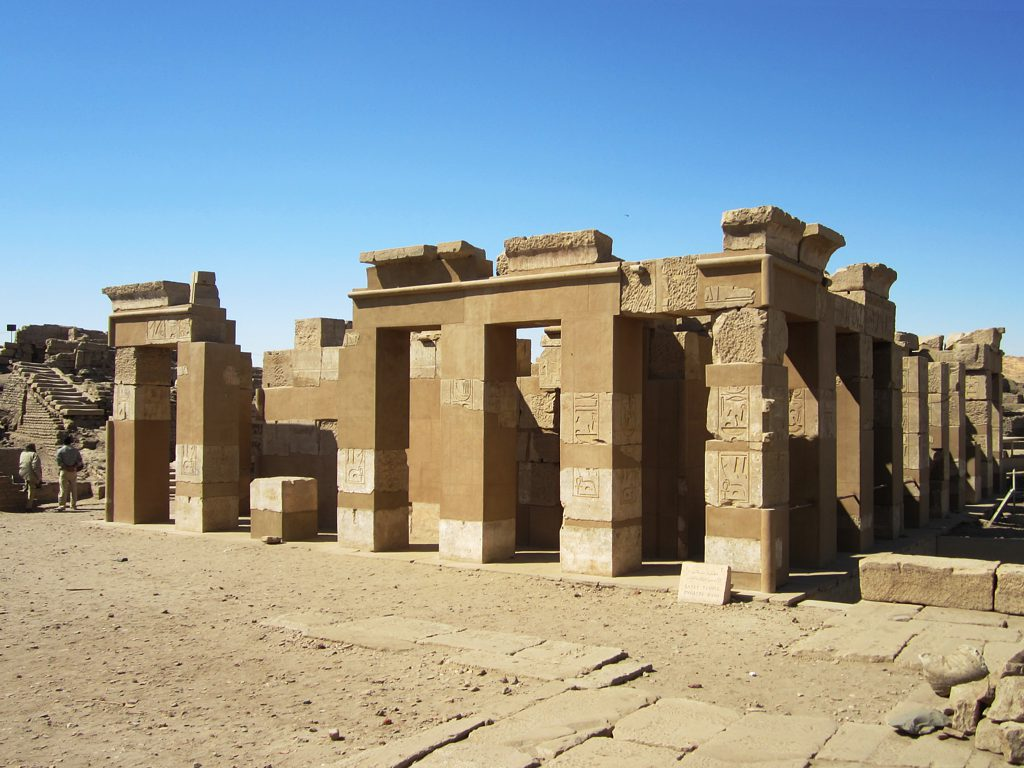
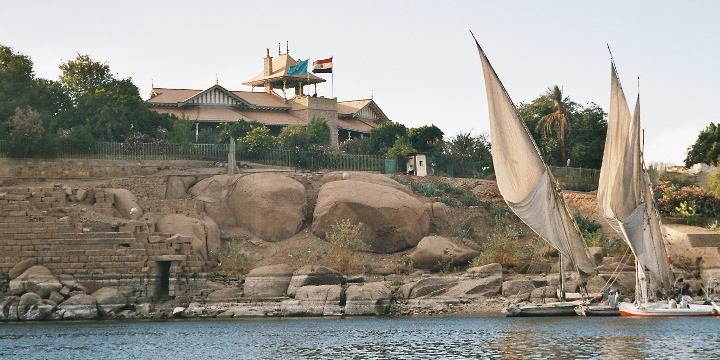
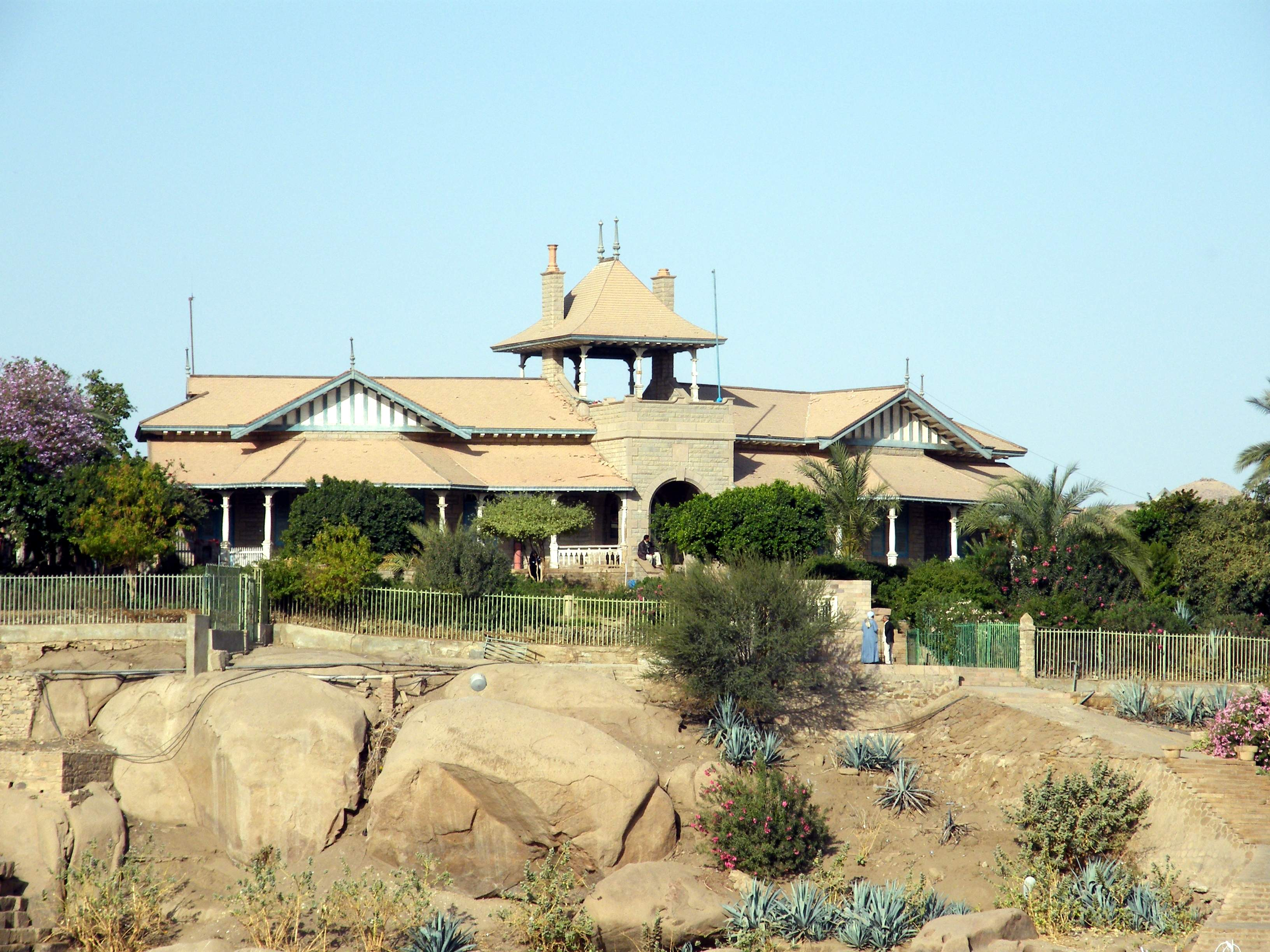
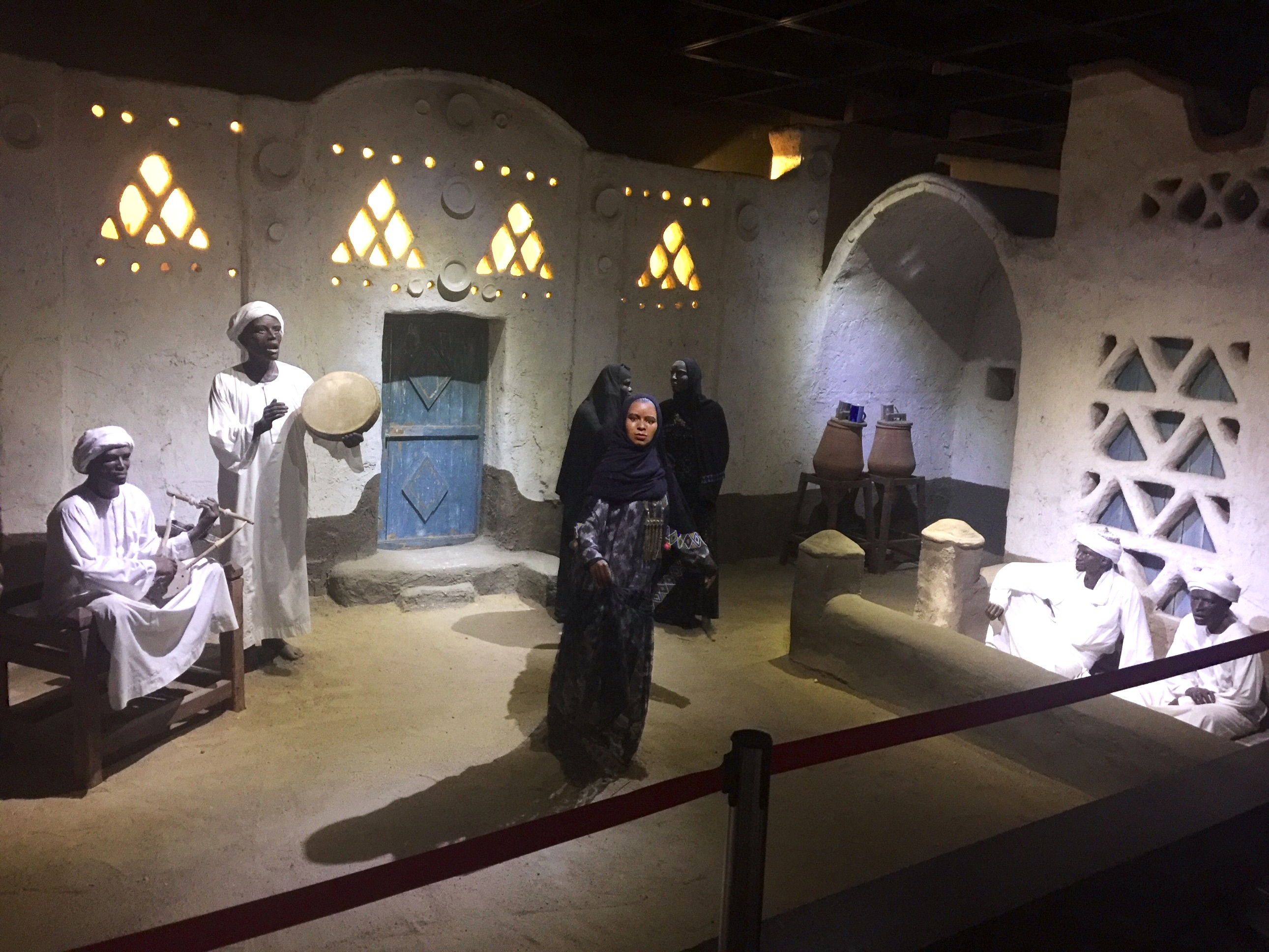